# Константин Афрички
Константин Афрички, Константин Африканац (лат. Constantinus Africanus; око 1010. или 1020 — око 1087), монах и лекар, који је службовао у манастиру Монте Касино, у близини Касина у Војводству Беневенто (данас у Италији), пасионирани љубитељ литературе и оријенталних језика, највећи преводилац медицинских дела са арапског и грчког на латински језик, чији су преводи омогућили даљи развој медицине у Медицинској школи у Салерну а нешто касније и у Европи. Његови преводи се и данас налазе у библиотекама у Италији, Немачкој, Француској, Белгији и Енглеској где су коришћени као уџбеници медицине у средњем веку, све до 16. века.

## Историчари о Константину
О његовом животном путу постоје две верзије. Прва верзија је „Легенда о Константину Афричком“ из биографија Петра Ђакона, монаха из Монте Касина, који је први после Константинове смрти написао његову биографију, Константинов живот пре његовог доласка у Салерно око 1070. је нејасан. Према монаху Пиетру Ђакону, Константин је рођена у Картагини, путовао је интензивно по северној Африци и разним деловимаа Азије, око четири деценије, и на овом путу скупљао рукописе из медицини и других наука. Када је избачен из Картагине као „врач“, он је побегао у Салерно, где је остао неколико година пре него што се пензионисао и замонашио 1076. у манастиру Монте Касино. (наставак у тексту Легенда о Константину Афричком)...
Друга врезија је верзија Даремберга Рензија, кустоса Националне библиотеке у Паризу и Леклерка аутора „Историје арапске медицине“, који су написали књигу посвећену Константину Афричком, штампану у Берлину 1865, и оријенталисте Карла Судхофа који је открио нова и важна документе (1922) која задиру у живот Константина, он је рођен у Тунису где је живао и радио као трговац који је често путовао у Италију, и који је једно време боравио у Картагини, где је радио као лекар. Константин је као трговац био образован човек, што није ништа изненађујуће, јер се образовао у великој џамији Заитуна у Тунису и образовној установи отвореној за све и где је имао приступ делима арапских писаца. Тако да је поседовао како традиционална тако и рационална знања. Трговина између Туниса и Италије је у то доба „цветала“, и није престајала и током тешких времена. Тунис је имао канцеларије (представништва) на разним локацијама хришћанске Сицилије и јужне Италије. Ово укључује Бари, Таранто, Агриполис и Гаглионе. Тунис је извозио маслиново уље, восак, кожу, вуну и друге производ, а увозио пшеницу у гладим годинама. Како би се лакше бавио трговином Константин прелази у хришћанство и настањује се у Салерну, где касније наставља живот у манастиру Монте Касину. Са собом је понео и бројне преводе вредних дела арапске медицине, за које је трврдио да су његова.

## Легенда о Константину Афричком
Константин Афрички рођен је око 1010. или 1020. у Картагини у древном Тунису који је тада био под влашћу арапа. Још као младић имао је велику жељу да учи и зато је отишао у Вавилон, где је научио граматику, логику, физику, геометрију, аритметику, математику, астрономију (медицину), „призивање духова“, и музику. После школовања, добро поткован знањем из разних области, одлази у Индију и неке арапске земље да би се са тог пута вратио у Египат да коначно заврши медицину. Константин је добар део живота (око 40 година) провео на путовањима кроз Сирију, Индију, Етиопију и Персију, што му је омогућило да стекне знање и научи језик ових земаља. Враћа се у свој родни град али ту је постао трн у оку многим његовим земљацима који су га прогласили за врача, па је Константин осетио да му је живот угрожен и око 1065. напустио је Африку и дошао у Италију у град Салерно у околини Напуља, где се једно време скривао од освете, земљака, преобучен у просјака. Брат краља Вавилона, који је пролазио кроз овај град препознао је Константина и представио га чувеном Роберту Гвискару војводи од Салерна, који га је поставио на дужност првог секретара.
После промене вере и прихватанје хришћанства Константин постаје монах. Настањује се у мансатиру Монте Касино основаном од стране  Светог Бенедикта из Нурса 529, где живи и ради као монах све до смрти. Константин завршава студије медицине у тада јединој Медицинсдкој школи у Европи познатој под називом „Салернитана“. Захвалљујући његовим бројним преводима медицинских дела староегипатских лекара, он стиче изузетна знања из медицине и уједно омогућава даљи развој и процват медицине у Медицинској школи Салернитана, која је његовим преводима значајно обогатила своју библиотеку.‍:155
Умро је око 1087. у Манастиру Монте Касино, где је и сахрањен.

### Дело
Константин је био одличан познавала оријенталних језика грчког и латински језик и пасионирани љубитељ литературе, што је допринело томе да он постане и највећи преводилац оног доба са арапског на латински језик Превео је више стотина дела (збирка - Артицела) ранијих култура, што је омогућило даљи развој медицине у Салерну и дало форму Медицинској школи у Салерну која је почетком 10. века постала прави факултет у Европи.
Константи је најпознатији посредник медицинаког знања између истока и запада, називан је „магистрем оријента“. Он је превео Хипократове афоризме, Галенову Микротехну, хируршки део Али Абасовог дела „Китаб ал Малики“ (под насловом „Пантегни") и многа друга дела.
Није превео дела Авицене, Разесија и Абул Касима а замера му се и што је дела арапских аутора издао под својим именом, нашта се он правдао објашњењем да, због познатих предрасуда према арапима, не би она била прихваћена у Европи.
Константин је такође написао и неке оригиналне радове, али је и стручњацима веома тешко разликовати оно што је несумњиво оригиналано дело од онога што треба приписати њему и времену у коме је он радио, ...„тако да је до данас недовољно разјашњено колики је његов стварни допринос медицини.“

### Преводи
- Његов први превод са арапског на латински је био Liber Pantegni, првобитно под називом Малеки Ћитаб (Khitaab el Maleki) из десетог века, персијског лекара Алија ибн ал Абаса (Ali ibn al-'Abbas.) је преглед грчко-арапски медицинска знања, подељених у теорију и праксу.
- : приручник за путовање лекара
- : документ о терапијској методологији Галена
- : очне болести
- : болести желуца
- : меланхолија
- : сексуални живот

### Константинова научна дела
Након доласка у Монте Касино, Константин је са собом донео и медицинске рукописе које је понео из Туниса. Нажалост у току пловидбе бродом, због јаког невремена део рукописа је нестао у морским таласима, а већи сачуван. Међу сачуванимд делима су и дела Kairouanese El Baghdadi:
- Књига „Kairouanese“
- Књига меланхолији Исак ибн Имрана (Ishaq Ibn Imran).
- Књига о пулсу, мокраћу и режиму исхране Ibn Ishaq Suleiman..
- Књига „Zad Al Mussāfir“ (Viaticum) (Ahmed Ibn Al Jazzar-а).
- Багдадске књиге
- Књига „“ од
- Књига „Al Kamil“ од Ali Ibn Al Abbas Al Majoussi-а, којој је Константин изгубио прва три дела на мору.

Ова књиге које су биле преводи са арапског, Константин је приказао као сопствена дела, а чак је преводе Зад Ал Мусафира (Zad Al Mussāfir) и Ахмед Ибн ал Јазара (Ahmed Ibn Al Jazzar), и потписао својим именом што је била злоупотреба без премца.